# Torre de Smailholm

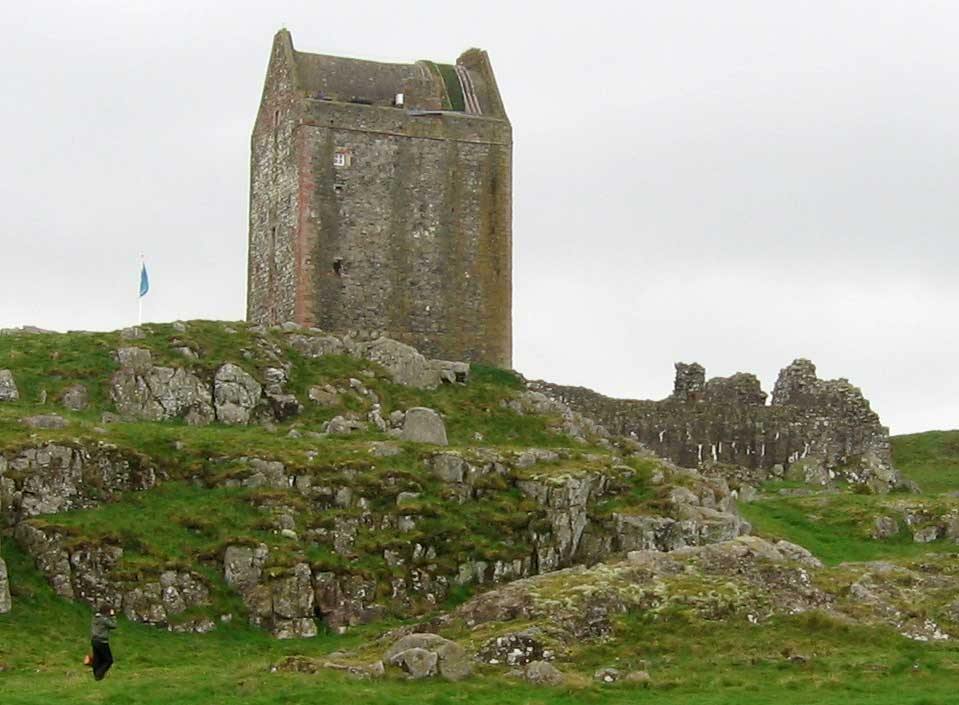
Torre de Smailholm, Escocia.

La atalaya o Torre de Smailholm es una torre Peel que se localiza próxima a la villa homónima, al oeste de Kelso, en Escocia.
Erguida en un cabezo rocoso, su origen se remonta hasta fines del siglo XV. Presenta planta con forma rectangular. Fue construida por la familia Pringle, cuyo nombre original era Hoppringle, siervos del conde de Douglas, que detentaba las tierras de Smailholm desde comienzos del siglo XV y ocupaba una parte del bosque de Ettrick a nombre de sus superiores feudales.
La torre fue diseñada, como el resto de las demás construidas a lo largo de la frontera entre Inglaterra y Escocia, denominadas torres Peel, para proteger a los escoceses y vigilar las incursiones esporádicas de los ingleses. Fue atacada por soldados ingleses en 1543, 1544 y 1546, fecha en la cual la guarnición del castillo de Wark saqueó la torre y se llevó a sus custodios prisioneros. La torre fue defendida con éxito por Sir Andrew Ker de Greenhead durante el ataque inglés de 1640.
Alrededor de esta fecha la torre fue confiada a los Scotts de Harden. Estos Scotts - ancestros del novelista Sir Walter Scott - restauraron la torre, en especial el barmkin (terraza adosada a la torre donde se guardaban los animales y donde tenían lugar todas las actividades de la granja). En el siglo XVIII, tras la traslación de la familia a la granja de Sandyknowe (situada al pie de la colina), donde el novelista pasó parte de su infancia, la torre fue entregada al abandono. Su último propietario, el conde de Ellesmere, donó la torre al Estado en 1950. Fue restaurada y transformada en museo durante la década de 1980.
Actualmente bien conservada, alberga una exposición de tapices y de vestidos de muñecas ligada al nombre de Sir Walter Scott, autor de The Minstrelsy of the Scottish Border.